# Metapogonia mediocris
Metapogonia mediocris är en skalbaggsart som beskrevs av Hermann Julius Kolbe 1891. Metapogonia mediocris ingår i släktet Metapogonia och familjen Melolonthidae. Inga underarter finns listade i Catalogue of Life.